# Йомсвікінги

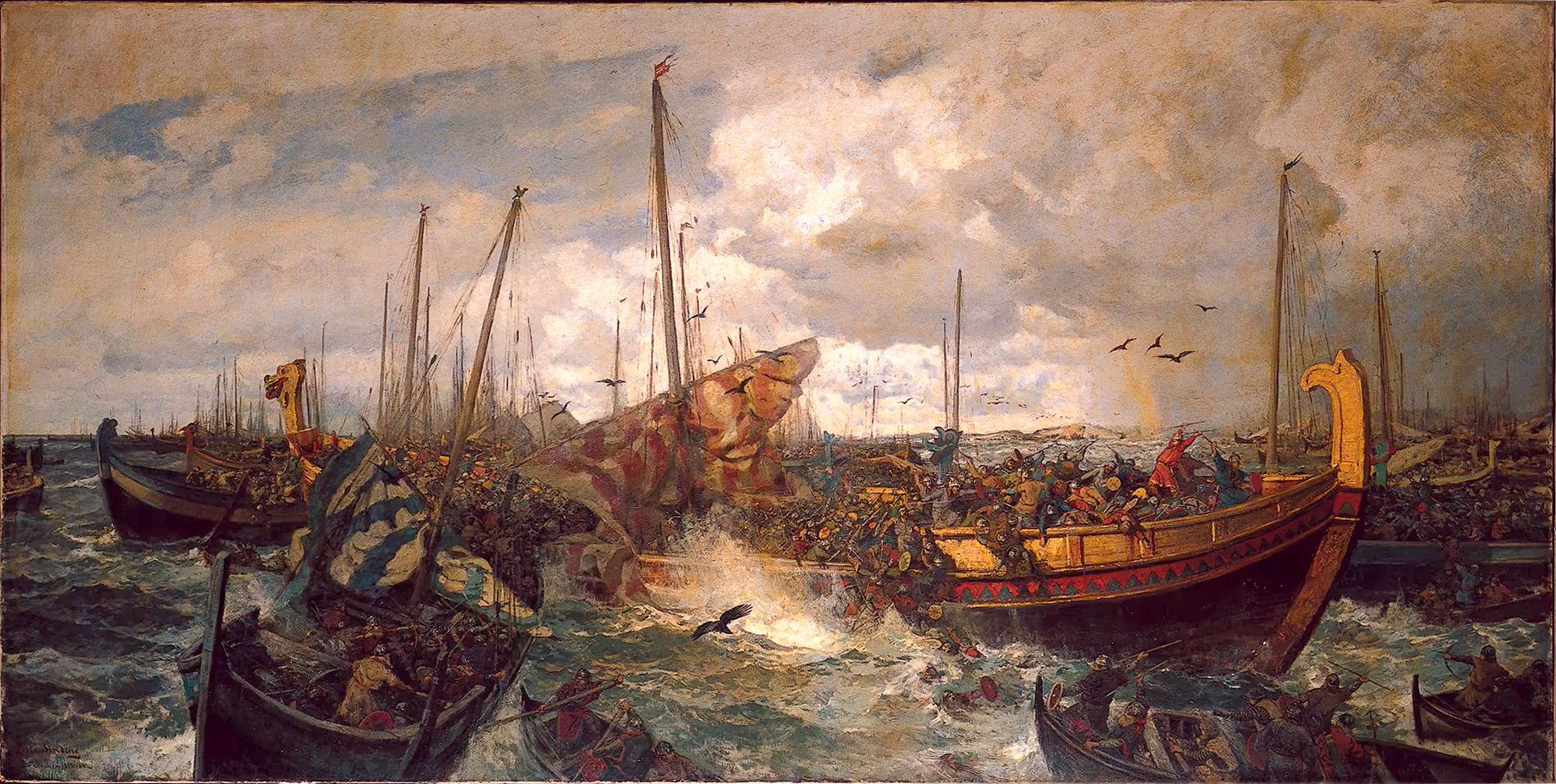
«Битва під Сволдером», Отто Сіндінг

Йомсвікінги (давньоскан. Jómsvíkingar) — напівлегендарне братство вікінгів, що існувало у X—XI століттях. Йомсвікінги були найманцями та розбійниками. Ймовірно йомсвікінги являли собою перший прототип лицарського ордену в Європі. Головною базою йомсвікінгам слугував Йомсборг. Будучи переконаними язичниками, вони поклонялись Одіну й Тору, але були готові стати на службу будь-кому, хто міг собі дозволити сплачувати їхні послуги, в тому числі й християнам.

## Правила побуту
Відповідно до «Саги про йомсвікінгів» братство ретельно відбирало кандидатів. Усі члени ордену підкорялись жорстким правилам для підтримки суворої військової дисципліни у громаді.
- Для вступу до братства кандидат мав здійснити подвиг, що, як правило, являв собою хольмганг з чинним йомсвікінгом.
- Член ордена не міг бути молодшим за 18 років і старшим за 50. Виняток зробили лише для 12-річного хлопчика на ім’я Вагн Окессон (Vagn Åkesson), який переміг у двобої Сігвальда Струт-Харальдсона (у подальшому обидва командували у битві під Хйорунгавагом).
- Кожен був зобов’язаний захищати своїх побратимів та, у разі їхньої смерті, помститись за них.
- Заборонялись усілякі сварки у громаді й навіть грубе звертання одного до одного могло коштувати йомсвікінгу вигнання. Кровна ворожнеча між членами братства могла мати місце тільки за згоди старшин йомсвікінгів.
- Йомсвікінги не могли виявляти страх чи тікати перед обличчям рівного ворога або такого, що поступався їм за чисельністю, хоч організований відступ перед силами супротивника, які значно переважали, не вважався ганебним.
- Всі трофеї розподілялись між усіма членами братства.
- Воїнам заборонялось відлучатись із фортеці більш ніж на три дні без дозволу братства.
- Жінки та діти не допускались за стіни фортеці. Також йомсвікінги не брали їх у полон. Допоки точно не встановлено чи було заборонено йомсвікінгам мати дружин чи коханок за межами стін.

Будь-яке порушення правил, зазвичай каралось виключенням з братства та вигнанням.

## Історія братства
Історія братства вкрай заплутана та суперечлива через нестачу інформації, суперечливість джерел та відсутність достовірних археологічно підтверджених фактів.

### Заснування
Різні джерела містять різні версії започаткування братства і заснування головного опорного пункту йомсвікінгів. Джерела не сходяться й у назвах цієї фортеці, й в іменах керівників братства. Версії та джерела:
1. Відповідно до 10 книги Gesta Danorum данський конунг Гаральд I Синьозубий захопив поселення Юлінум (Julinum) та віддав його шведському принцу Стирбйорну-Чемпіону, надавши йому потужний флот з яким той почав тероризувати місцевість.
2. «Сага про нащадків Кнута» (давньоскан. Knýtlinga saga) підтверджує цю історію, називаючи, однак, Гаральда засновником йомсвікінгів, але виключаючи історію про Стирбйорна з оповідання про йомсвікінгів.
3. «Сага про йомсвікінгів» називає засновником Палнатокі, який отримав це місце від міфічного правителя вендів Бурислава, якого ряд дослідників ототожнюють зі збиральним образом Болеслава Хороброго та його батька.
4. «Оповідь про Стирбйорна Чемпіона» та «Сага про людей з піщаного Берега» розповідають те саме, що й усі решта, стверджуючи лише те, що Стирбйорн очолив йомсвікінгів уже після їх заснування.

Відповідно до різних джерел гавань Йомсборга, головна база йомсвікінгів, може вміщувати від 30 до 300 кораблів одночасно, а вождями йомсвікінгів названі Палнатокі, Стирбйорн-Чемпіон, Свен I Вилобородий, Сігвальд Струт-Харальдссон, Торкелль Довгий і Хеменг.

### Діяльність

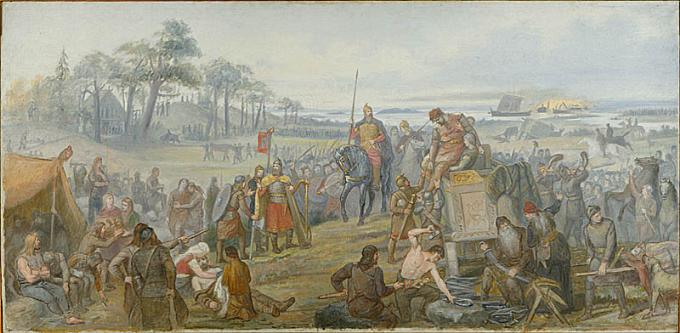
«Після битви на Фірісвеллірі», Мортен Ескілл Вінге (1888)

Відповідно до джерел #1 та #4 на початку 980-их років вигнаний шведський принц Стирбйорн Сильний повів йомсвікінгів до Швеції проти свого дядька Еріка Переможного, щоб повернути собі престол. Йомсвікінги були розбиті у битві на Фірісвеллірі, кажуть завдяки угоді Еріка з Одіном. Про цю історію свідчать рунічні камені, а також вона згадана у поемі скальда Торвальда Х'ялтасона, що брав участь у битві на боці шведів.
Джерело #3 каже, що у 986 році йомсвікінги вирушили на норвезького ярла Гакона й були розбиті у битві під Хйорунгавагом. Сага коротко подає опис битви та фактично оповідає про те, що ця битва стала початком кінця йомсвікінгів.
Хоч після цих нищівних поразок сили йомсвікінгів пішли на спад, «Сага про Олава Трюггвасона» каже про їхню вирішальну роль у битві під Сволдером у 1000 році. У цій битві йомсвікінги на чолі з ярла Сігвальду зрадили Олафа Святого, об’єднавшись із його ворогами. Можливе пояснення їхнього вчинку може полягати в тому, що таким чином вони вжили спроби зупинити християнізацію Скандинавії, послідовним адептом якої був Олаф. Однак Свен Вилобородий, який переміг у битві, хоча б номінально, також був християнином, він та його батько Гаральд були хрещені у 965 році.
Є повідомлення, що на початку 1000-х років йомсвікінги здійснювали набіги на різні скандинавські території, а у 1009 році влаштували набіг на східне узбережжя Англії.
Близько 1013 року спільно зі Свеном Вилобородим йомсвікінги брали участь у вторгненні до Англії. Можливо, сподіваючись брати податки, вони невдовзі знову змінили сторону, а основні сили вікінгів на чолі з Етельредом Нерозумним завдали удару по Нормандії.
Занепад братства тривав ще кілька десятків років, допоки у 1043 році король Норвегії Магнус I не вирішив покласти край йомсвікінгам. Він розграбував Йомсборг, зрівняв фортецю із землею і стратив вцілілих братів — про таке йдеться у «Колі земному».

## Рунічне каміння
Рунічні камені є визнаним історичним джерелом з історії ранньосередньовічної Скандинавії.

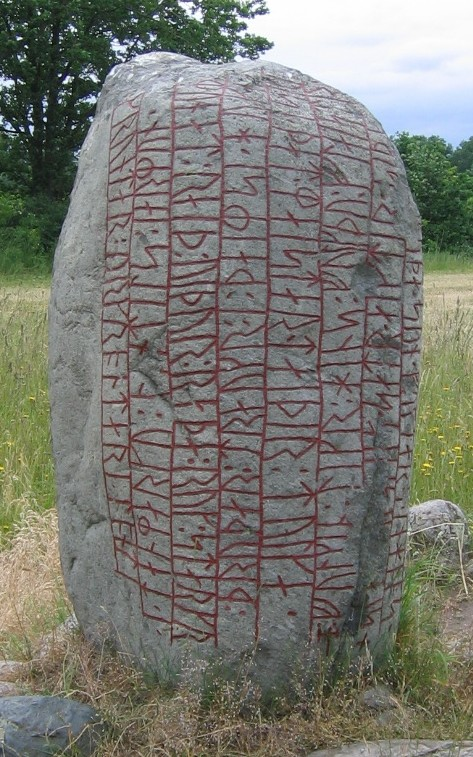
Рунічний камінь Карлеві

1. Камінь з Hällestad у Сконе за номером DR 295 каже: «Цей камінь поставив Аскелл у пам’ять про свого зрадженого пана Токі сина Горма. Він не тікав під Уппсалою. У пам’ять про свого брата хоробрі воїни встановили цей камінь на пагорбі, укріпивши його рунами. Вони йшли поряд із Токі.»Інше каміння цієї групи також згадують слугу Токі (DR 296) і брата Токі Асбьйорна (DR 297).
2. Камінь Sjörup у Сконе, позначений DR 279, каже: «Цей камінь поставив Саксів у пам’ять про свого напарника Асбьйорна сина Тофі/Токі. Він не тікав під Уппсалою, але бився, допоки була зброя.»
3. Камінь Högby, позначений Ög 81, каже: «У славного Гуллі було п’ять синів. Хоробрий Асмунд загинув у Фірісі…»
4. Камінь Karlevi, позначений Öl 1, встановлений данськими воїнами у пам’ять про свого вождя. Камінь стоїть на острові Еланд, що лежить на шляху йомсвікінгів до Уппсали та у зворотному напрямку, й датований тим самим періодом, що й вірогідна битва та інше, зазначене вище каміння, та цілком ймовірно, що його звели йомсвікінги на честь свого вождя.

### Йомсборг
Відповідно до «Саги про йомсвікінгів», «Саги про Олава Трюггвасона» та історій із «Книги з Плоского острова» штаб-квартира йомсвікінгів, Йомсборг, знаходилась на південному березі Балтійського моря, але точно місце археологічно не встановлено. Частина дослідників вважають, що він знаходився на пагорбі Зільберберг (Silberberg) на північ від міста Волін на острові Волін, Польща. Йомсборг також асоціюють з «Юмне», «Юлін» та «Вінета», згаданими у данських і німецьких часописах.

### Писемні джерела
- Сага про йомсвікінгів
- Драпа про йомсвікінгів
- Коло земне
- Оповідь про Стирбьйорна Чемпіона
- Сага про Людей з Піщаного Берега
- Gesta Danorum
- Сага про Олава Трюггвасона